# 维亚切斯拉夫·吉洪诺夫
维亚切斯拉夫·瓦西里耶维奇·吉洪诺夫（俄语：Вячесла́в Васи́льевич Ти́хонов，1928年2月8日—2009年12月4日）苏联俄罗斯演员，曾在电视剧《春天的十七个瞬间》中扮演间谍，出演电影《毒太阳》、《战争与和平》。获得众多奖项，包括1974年苏联人民艺术家和1982年社会主义劳动英雄。

## 荣誉
荣誉称号
- 社会主义劳动英雄（1982年）
- 俄罗斯苏维埃联邦社会主义共和国功勋艺术家（1962年）[2]
- 俄罗斯苏维埃联邦社会主义共和国人民艺术家（1969年）[3]
- 苏联人民艺术家（1974年）[4]
- 巴甫洛夫斯基鎮荣誉市民（1982年）[5]

奖金
- 苏联国家奖（文学和艺术领域，1970年）
- 以瓦西里耶夫兄弟命名的俄罗斯苏维埃联邦社会主义共和国国家奖（1976年）
- 列宁共青团奖（1979年）
- 列宁奖（文学，艺术和建筑领域，1980年）
- 俄罗斯联邦国家奖（文化领域，2008年）

勋章
- 三级祖国功勋勋章（2003年）[6]
- 四级祖国功勋勋章（1995年）[7]
- 荣誉勋章（2008年）
- 列宁勋章（1982年）
- 十月革命勋章（1978年）
- 荣誉勋章